# Bidarakere, Hassan
Bidarakere là một làng thuộc tehsil Hassan, huyện Hassan, bang Karnataka, Ấn Độ.